# Athens (Ohio)
Athens – miasto w Stanach Zjednoczonych, w stanie Ohio, siedziba Ohio University.
Liczba mieszkańców w 2000 roku wynosiła 21 475.

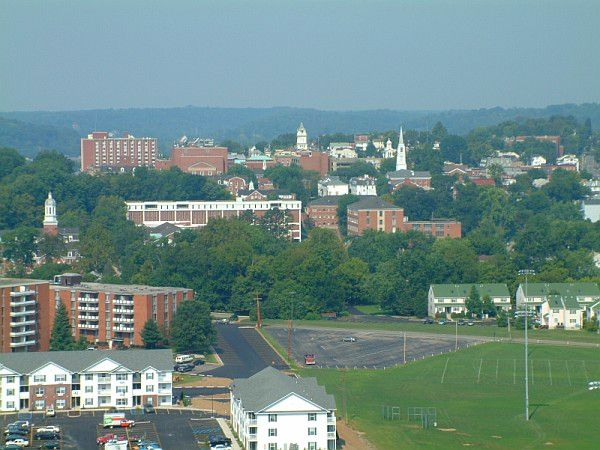
Panorama miasta Athens
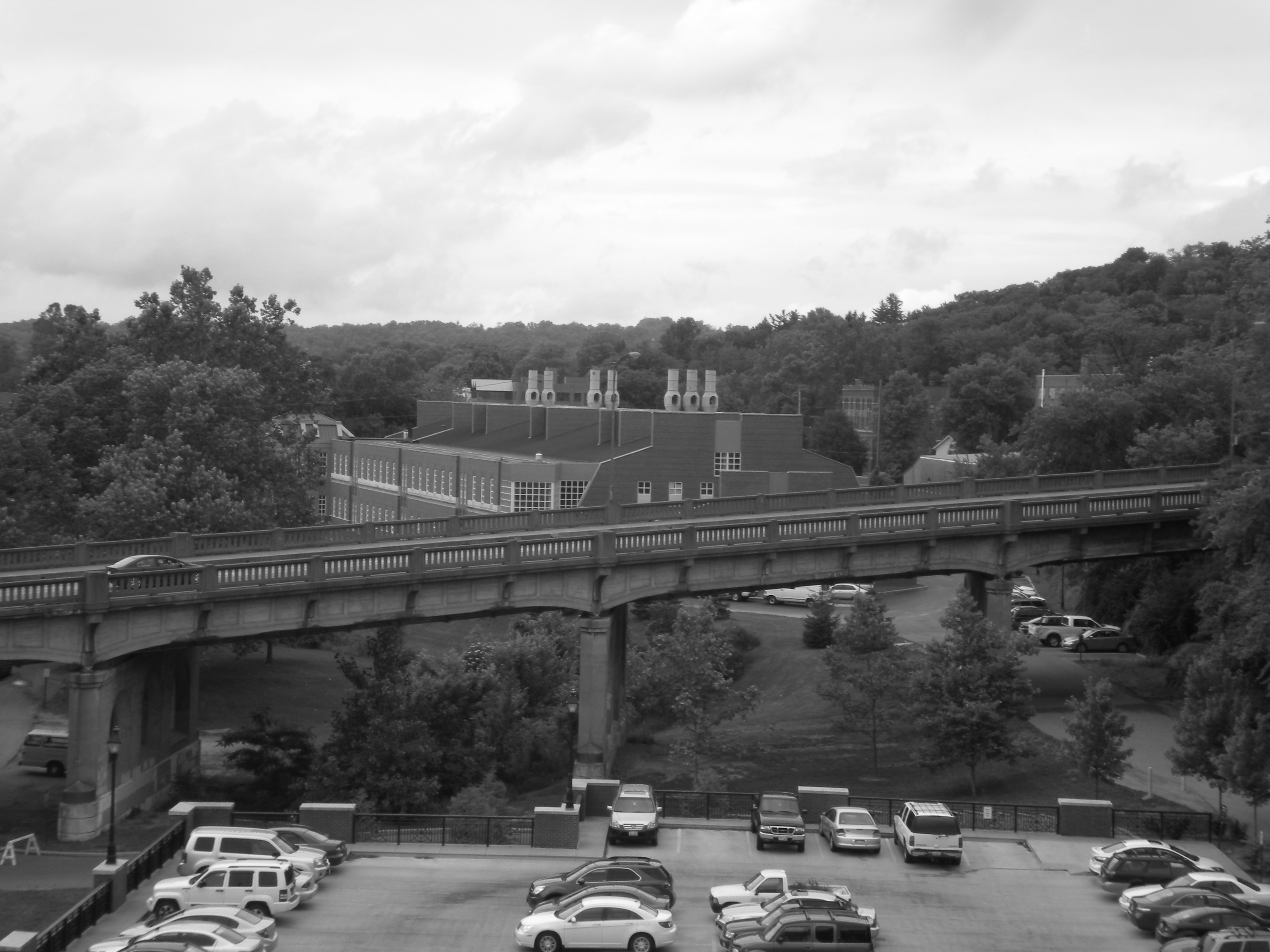
Wiadukt wzdłuż alei Richland
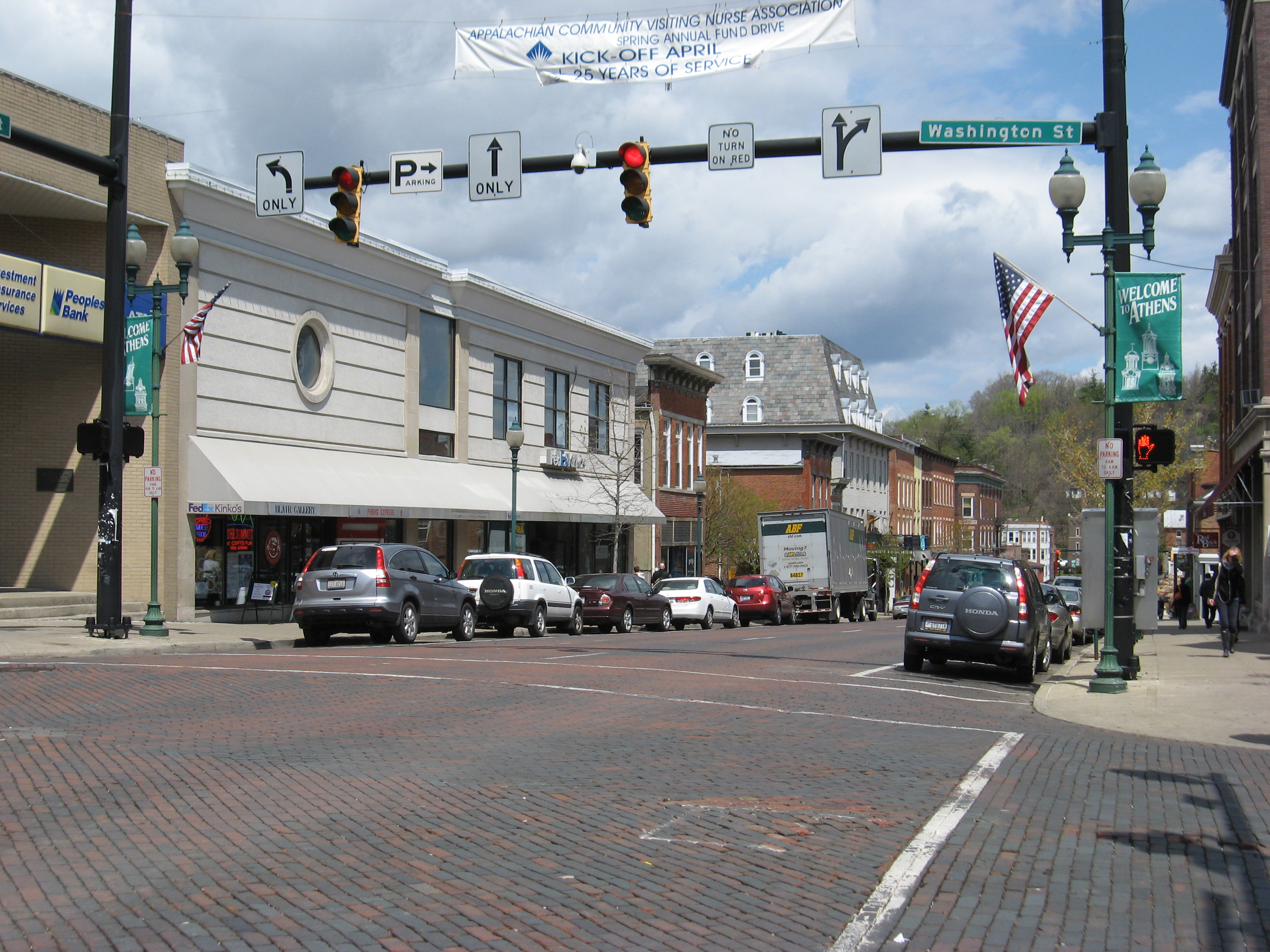
Court Street – główna ulica miasta
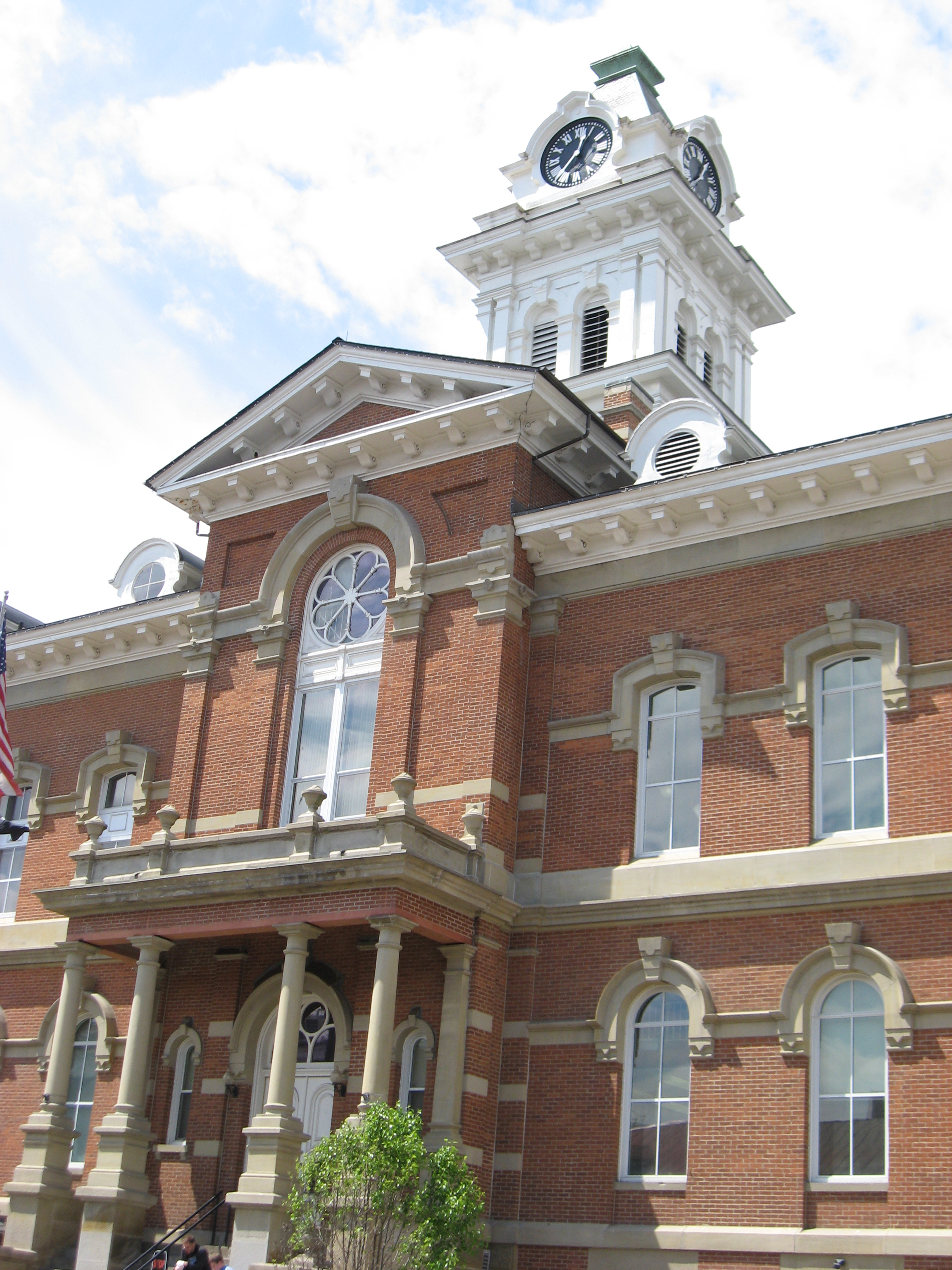
Gmach administracji hrabstwa Athens
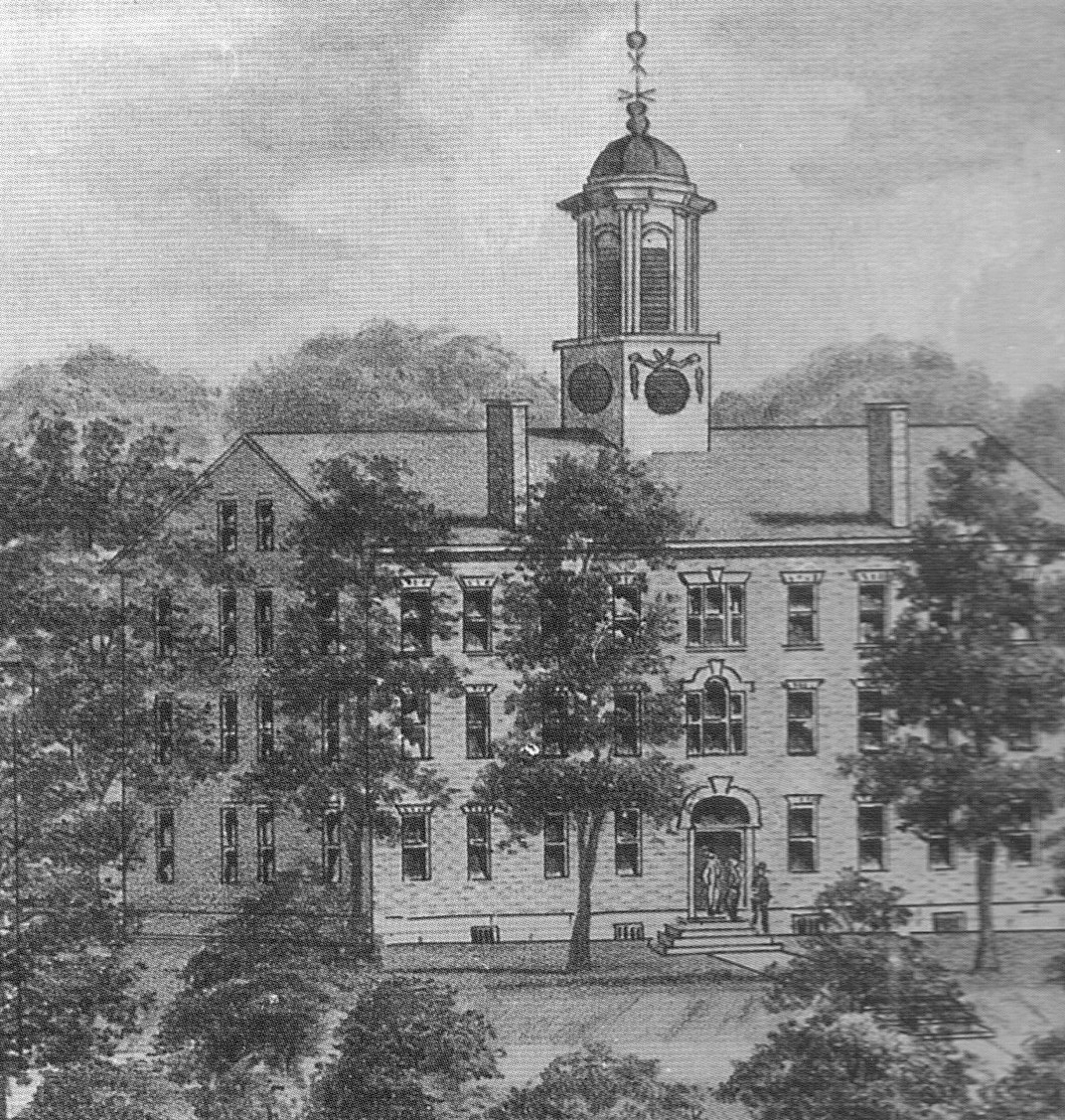
Budynek Manasseh Cutler Hall, wchodzący w skład kampusu Ohio University